# Weitersfeld
Weitersfeld osztrák mezőváros Alsó-Ausztria Horni járásában. 2024 januárjában 1543 lakosa volt. 

## Elhelyezkedése

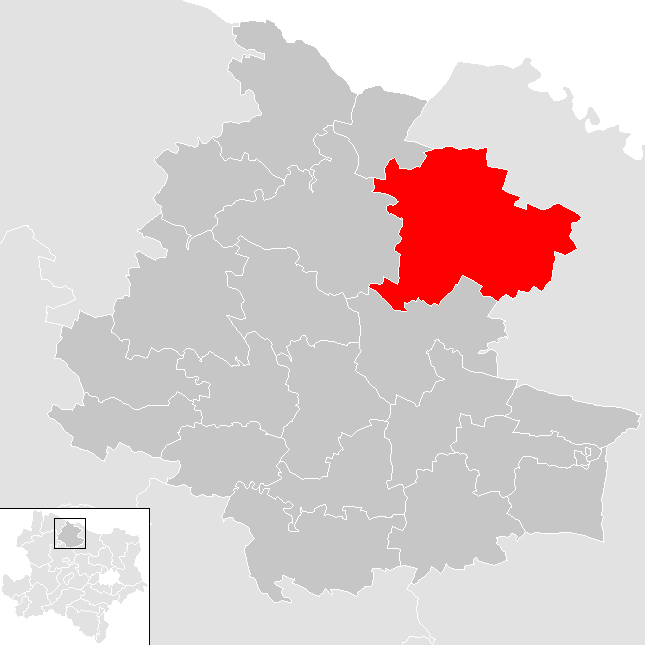
Weitersfeld a Horni járásban

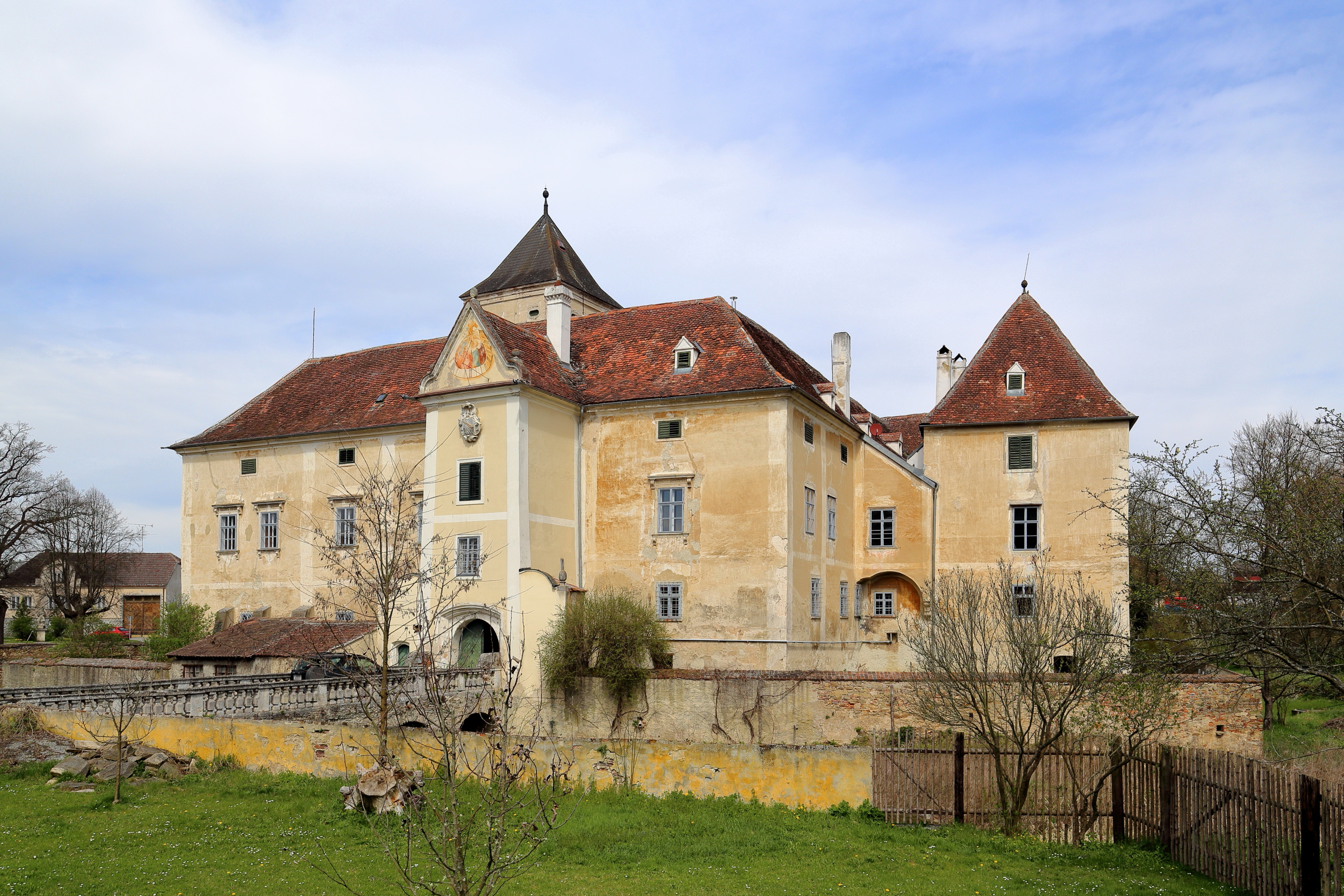
Az oberhöfleini kastély

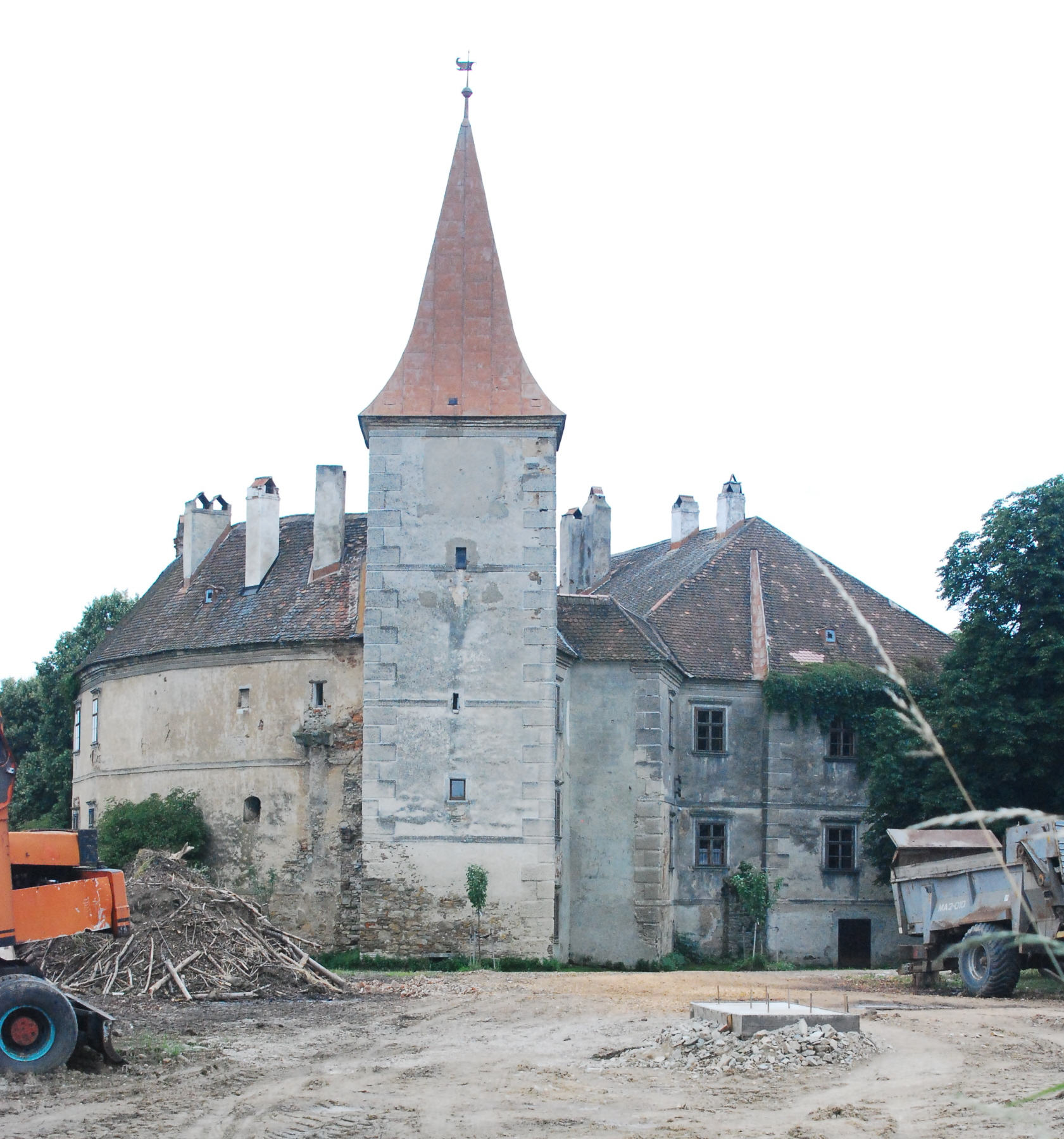
A strarreini kastély

Weitersfeld a tartomány Waldviertel régiójában fekszik a cseh határ közelében, a Prutzendorfer Bach folyó mentén. Területének 25,5%-a erdő, 68,7% áll mezőgazdasági művelés alatt. Az önkormányzat 12 települést egyesít: Fronsburg (112 lakos 2024-ben), Heinrichsdorf (66), Nonnersdorf (37), Oberfladnitz (67), Oberhöflein (134), Obermixnitz (105), Prutzendorf (47), Rassingdorf (52), Sallapulka (61), Starrein (129), Untermixnitz (77) és Weitersfeld (656).
A környező önkormányzatok: északra Hardegg, keletre Retz, délkeletre Schrattenthal, délre Sigmundsherberg, nyugatra Geras, északnyugatra Langau.

## Története
Weitersfeld területe már az újkőkorban is lakott volt. Az eredetileg szlávok által lakott térségbe a 11. században telepítettek bajorokat. Weitersfeldet először 1135-ben említik, amikor III. Lipót őrgróf lemondott több plébánia, köztük Wiederuelt tizedéről a passaui püspök javára. A valószínűleg a 11. század második felében alapított weitersfeldi plébánia a Waldviertel egyik első egyházközsége volt. A 12. században a Plain grófok csatlósai építettek itt egy erődítményt, ennek helyén fekszik a mai plébániatemplom.   
A 14. században a vár és az uradalom a Hardegg grófokra szállt és rövid megszakításokkal 1656-ig az ő birtokukban maradt. A falut 1430/31-ben a husziták felprédálták. 1424-ben már vásártartási joggal rendelkező mezővárosként említik és I. Miksa császár 1497-ben címert adományozott neki. A mai is látható pellengéroszlopot 1544-ben állították fel a főtéren. 
A 16. században a lakosság többsége protestánssá vált, majd az ellenreformáció visszatérítette őket a katolikus valláshoz. 1652-ben feljegyezték, hogy a 229 nem katolikusból 182-en tértek meg. 1656-ban a St. Julien grófok szerezték meg a birtokot, amely aztán 1731-ben a Khevenhüller grófokra szállt. 1666-ban ispotályt alapítottak, amelybe akkor négy férfit és négy nőt lehetett felvenni. Ma az épület lakóházként szolgál.
1795-ben 163 házat számláltak meg a mezővárosban. 1856-ban posta- és távíróhivatalt alapítottak. Amikor 1866-ban bevonultak a poroszok, a szomszédos Retzet ostrommal vették be és kifosztották, Weitersfeld azonban megmenekült az atrocitásoktól. A poroszok által behurcolt kolerajárvány 37 áldozatot követelt. A települést csak 1910-ben kapcsolták be a vasúti hálózatba. 
1966-ban a szomszédos Prutzendorf, Rassingdorf és Starrein, 1970-ben Obermixnitz, Untermixnitz és Oberhöflein, 1971-ben Fronsburg és Oberfladnitz, 1972-ben pedig Sallapulka községeket Weiterfeldhez csatolták, így alakult ki a mai önkormányzat. 

## Lakosság
A weitersfeldi önkormányzat területén 2024 januárjában 1543 fő élt. A lakosságszám 1880-ban érte el a csúcspontját 3329 fővel, azóta folyamatosan csökkenő tendenciát mutat. 2022-ben az ittlakók 96,9%-a volt osztrák állampolgár; a külföldiek közül 0,6% a régi (2004 előtti), 1% az új EU-tagállamokból érkezett. 0,3% az egykori Jugoszlávia (Szlovénia és Horvátország nélkül) vagy Törökország, 1,2% pedig egyéb ország polgára volt. 2001-ben a lakosok 96,2%-a római katolikusnak, 0,7% evangélikusnak, 0,9% mohamedánnak, 2,1% pedig felekezeten kívülinek vallotta magát. Ugyanekkor egy magyar élt a mezővárosban; a legnagyobb nemzetiségi csoportot a németek (96,7%) mellett a csehek alkották 1,1%-kal.
A népesség változása:

| 2016 | 1 598 |
| 2018 | 1 576 |

## Látnivalók
- a fronsburgi kastély
- az oberhöfleini kastély
- a starreini kastély
- az untermixnitzi kastély

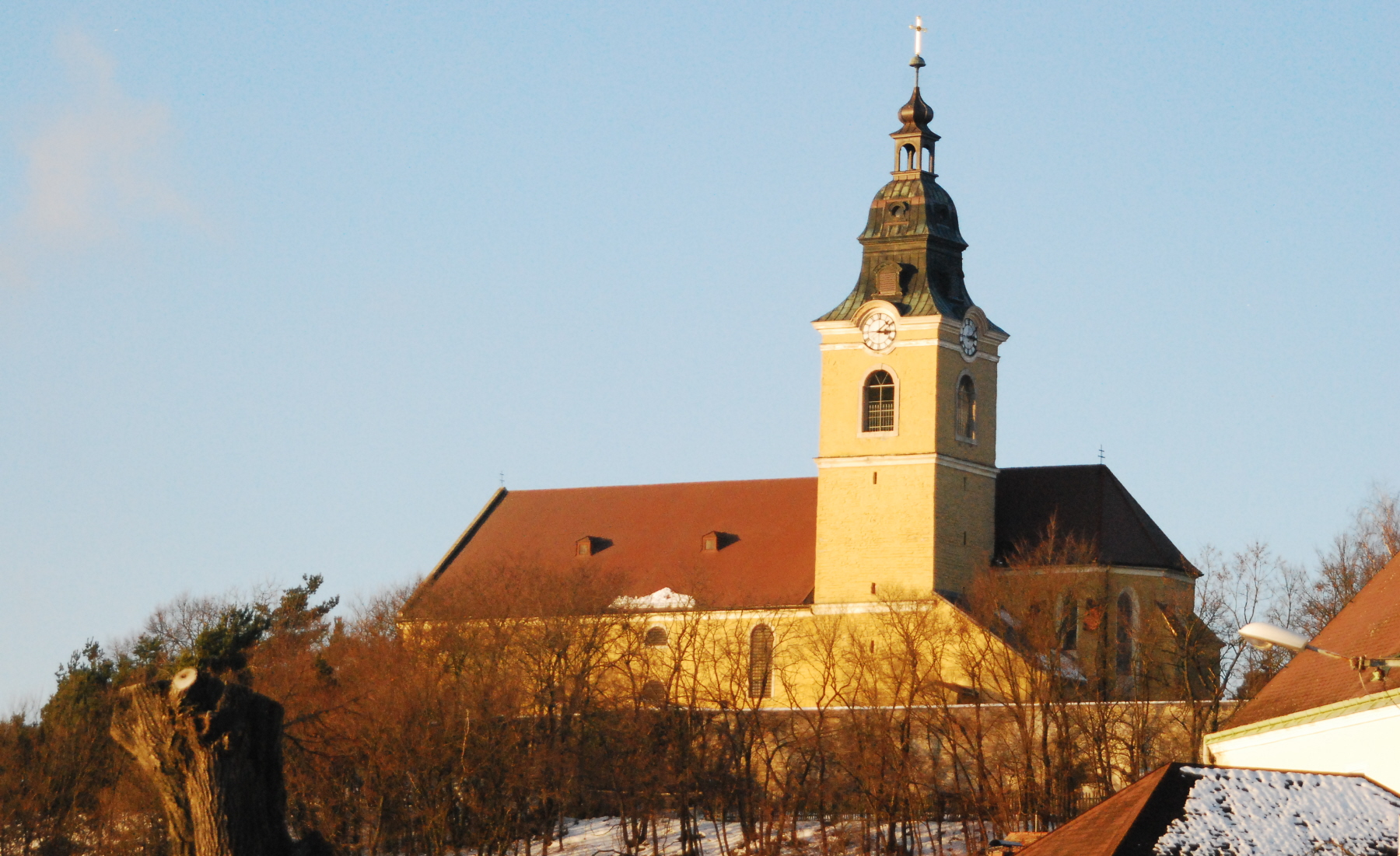
A weitersfeldi Szt. Márton-templom

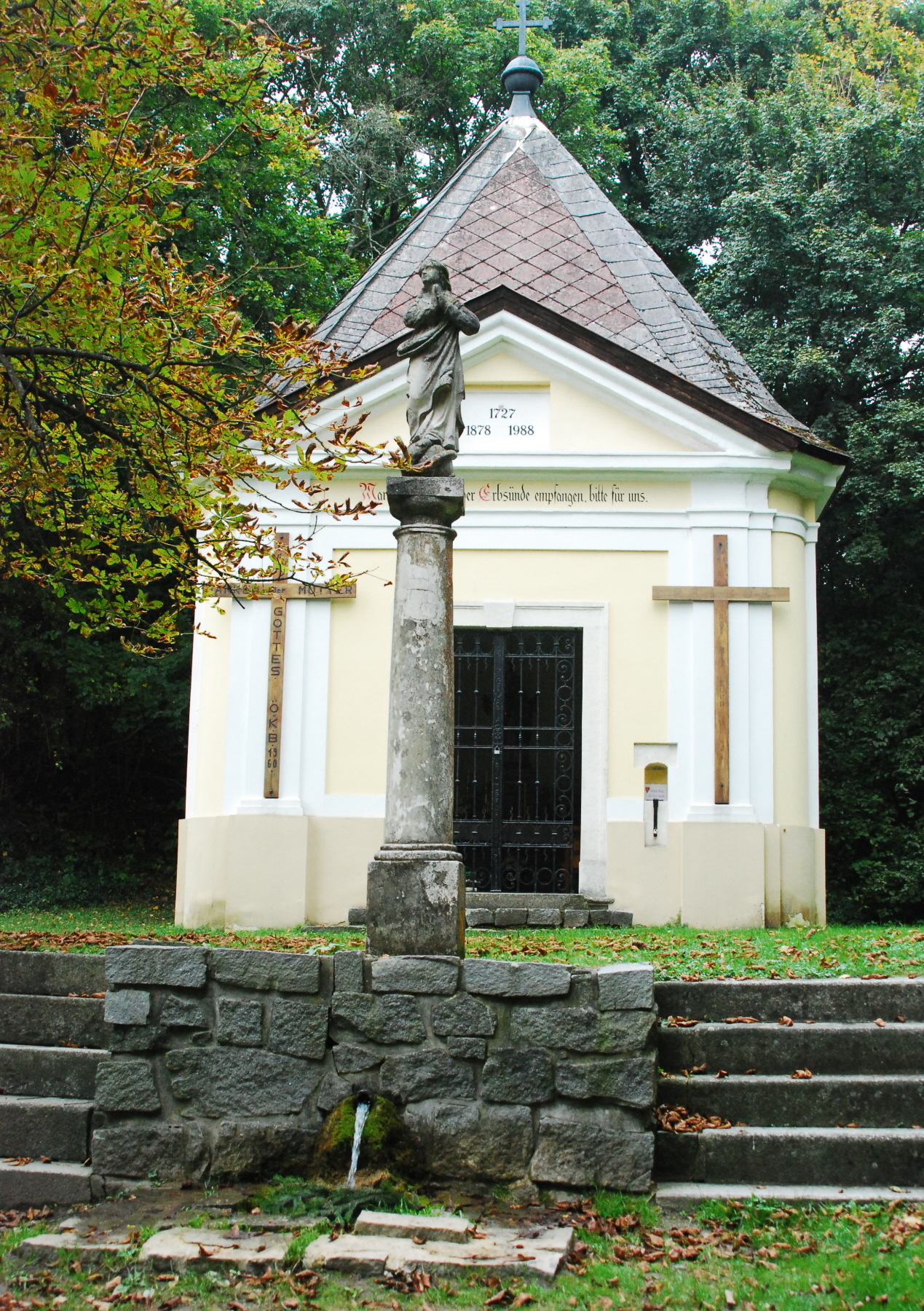
A fronsburgi szent kút kápolnája

- a weitersfeldi Szt. Márton-plébániatemplom
- az oberhöfleini Szentháromság-plébániatemplom
- az obermixnitzi Szt. Péter-plébániatemplom
- a sallapulkai Szűz Mária-kegytemplom
- a fronsburgi szent kút

## Híres weitersfeldiek
- Ignaz Rudolph Schiner (1813–1873), entomológus

## Fordítás
- Ez a szócikk részben vagy egészben  a   Weitersfeld című német Wikipédia-szócikk ezen változatának fordításán alapul.  Az eredeti cikk szerkesztőit annak laptörténete sorolja fel. Ez a jelzés csupán a megfogalmazás eredetét és a szerzői jogokat jelzi, nem szolgál a cikkben szereplő információk forrásmegjelöléseként.